# Epidemia de Ebola din Africa de Vest

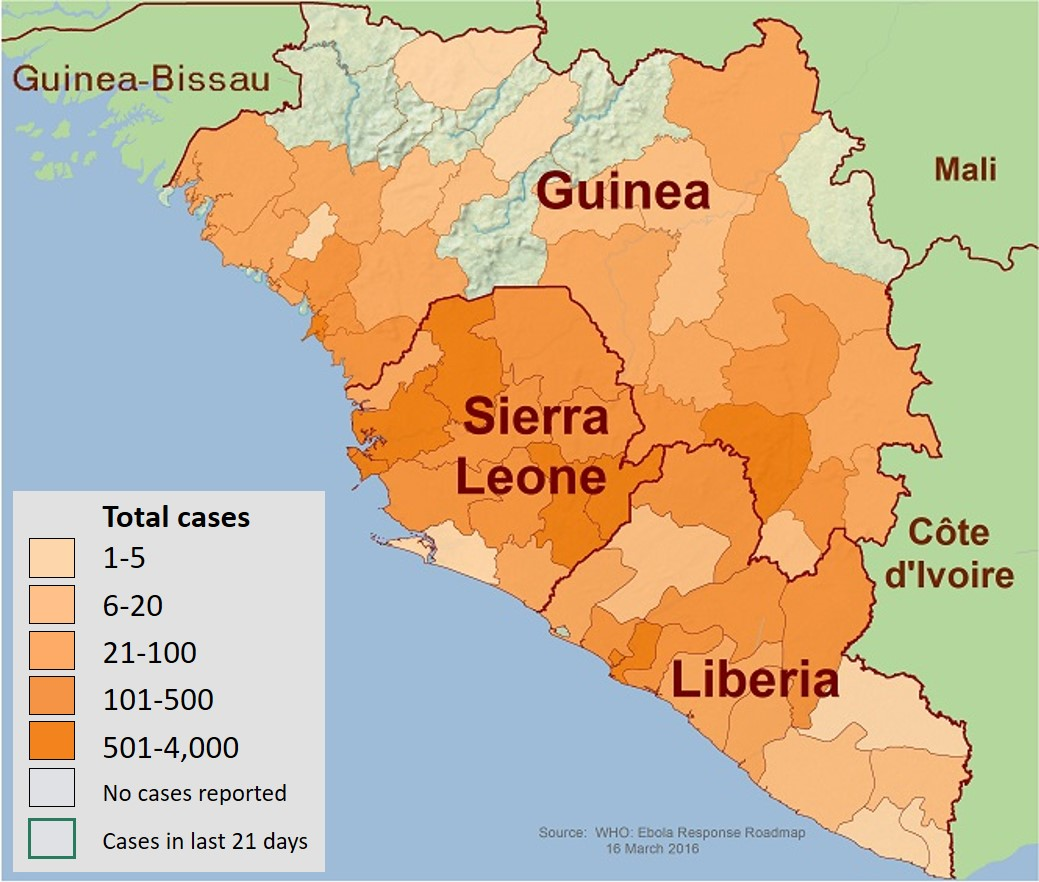
Situația focarelor de Ebola din Africa de Vest (1 octombrie 2014)

Situația epidemiei de Ebola din Africa de Vest

Epidemia de febră hemoragică Ebola din Africa de Vest din 2014–2016 a fost o epidemie provocată de virusul Ebola (EBOV), ce aparține familiei Filoviridae, și este în desfășurare în statele din Africa de Vest. Este cea mai mare epidemie din istorie de la descoperirea virusului Ebola în 1976 , atât ca număr de persoane infectate, dar ca și număr de decese înregistrate până acum. Actuala epidemie de Ebola are o rată a mortalității de 70,8 %.  Epidemia a debutat în decembrie 2013, în satul Meliandou din Guineea, dar a fost confirmată abia în martie 2014 . Între timp epidemia s-a răspândit cu repeziciune dincolo de granițele Guineei, afectând Liberia (sfârșitul lui martie 2014), Sierra Leone (primul caz pe 25 mai 2014) și Nigeria (27 iulie 2014). 
 În august 2014 se înregistrau un număr de 1.848 de cazuri suspecte de infectare cu virusul Ebola și 1.014 de decese (1.167 de cazuri și 660 de decese fiind deja confirmate de testele de laborator) conform OMS. , fiind astfel declarată urgență sanitară publică de îngrijorare mondială.  Numeroase organizații internaționale, precum Comunitatea Economică a Africii de Vest, Centrul pentru Prevenire și Control al Bolilor din Statele Unite ale Americii și Comisia Europeană au strâns fonduri și au mobilizat personal medical în vederea încercării de a limita răspândirea virusului și în alte state, prin izolarea actualelor focare. Organizațiile caritabile, precum Medici fără frontiere și Crucea Roșie, sunt prezente și ele și ajută la stoparea acestei epidemii. La data de 25 octombrie 2014, conform celui mai recent comunicat al OMS, coroborând datele furnizate de ministerele sănătății din statele afectate de epidemie, se înregistrau 10.141 de cazuri suspecte și 4.922 de decese (5.488 de cazuri și 2.945 de decese fiind confirmate de laborator).

## Evoluția epidemiei

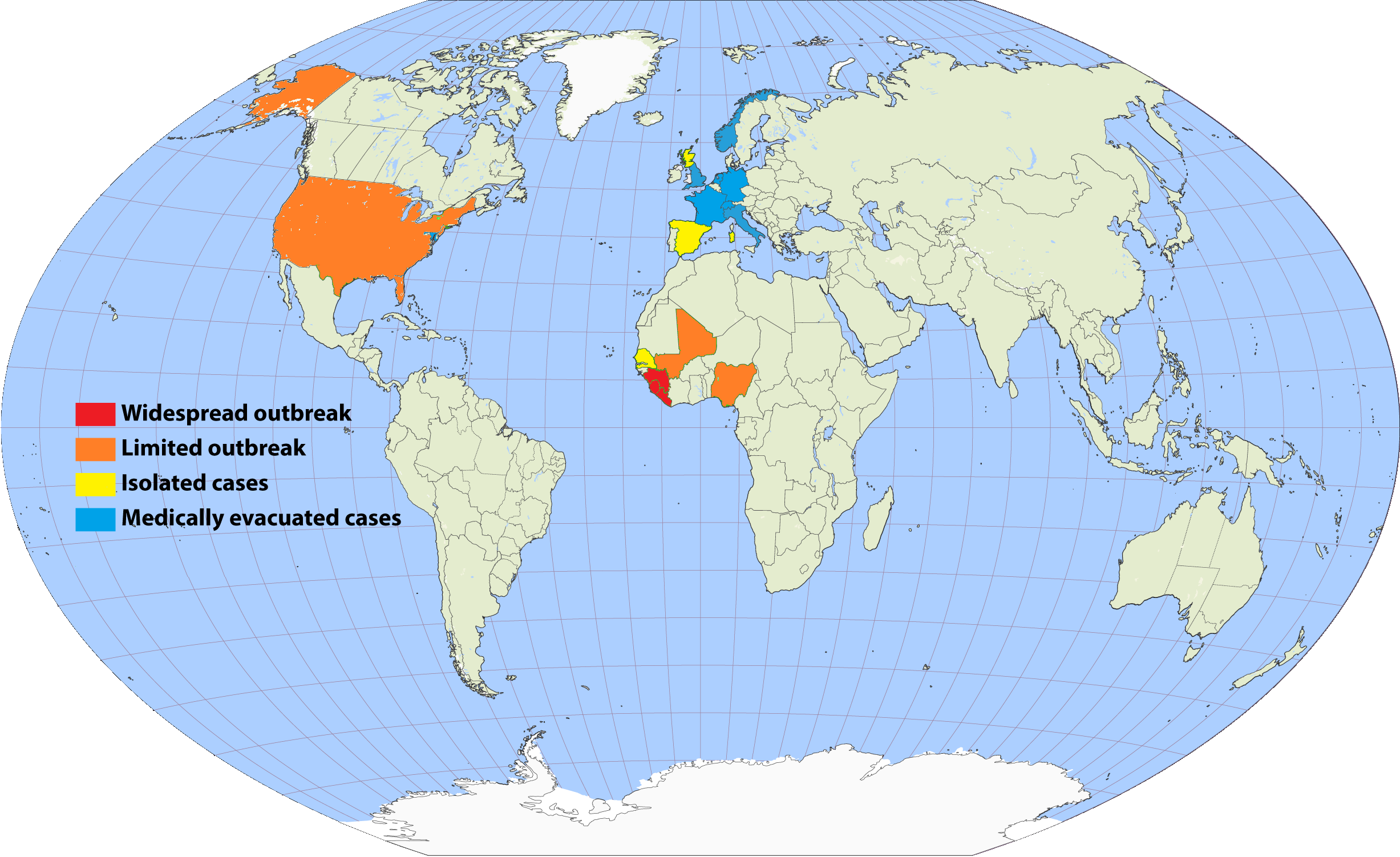
Harta răspândirii Ebola pe Glob. (1 octombrie 2014)

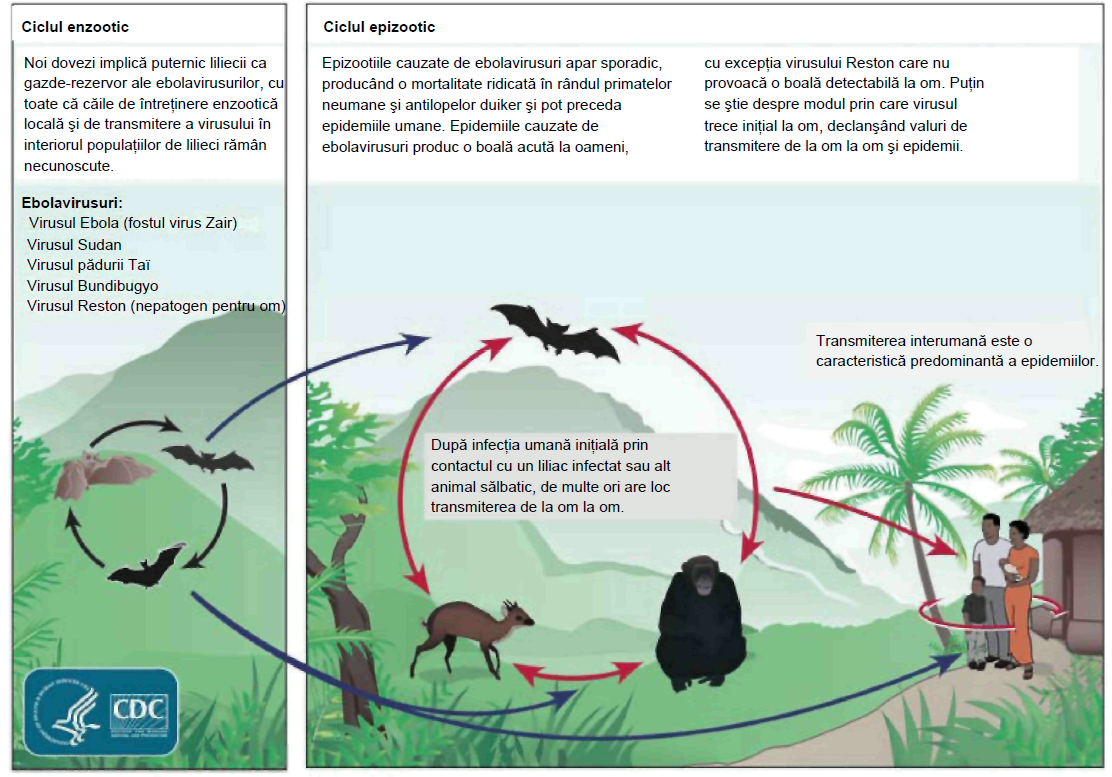
Ciclul de viață a virusului Ebola (CDC)

### Începutul epidemiei în Guineea
Epidemia de Ebola a debutat în decembrie 2013   când un băiat de 2 ani, Émile, din satul Meliandou, prefectura Guéckédou din Guineea a murit la 6 decembrie 2013 în urma simptomelor specifice de Ebola. Pe 13 decembrie 2013 mama acestui copil, Sia, ce s-a contaminat de la fiul său, a decedat. La 29 decembrie 2013 și sora acestuia, Philomène, de 3 ani, a decedat în urma infectării cu Ebola. În data de 1 ianuarie 2014 moare și bunica acestui copil, Koumba. Mai multe persoane ce au asistat la funerariile acestor persoane s-au infectat și ele. Acestea s-au întors în localitățile lor unde au răspândit virusul. Cercetătorii cred că membrii familiei băiatului, ce este considerat pacientul zero, ar fi vânat lilieci din speciile Hypsignathus monstrosus sau Epomops franqueti, lilieci considerați rezervor natural al virusului Ebola. O altă teorie lansată de oamenii de știință, presupune că virusul ar fi fost "importat" din zona estică a Africii Centrale prin animalele aduse din această zonă. La 25 martie 2014 Organizația Mondială a Sănătății relatează faptul că Ministerul Sănătății din Guineea cât și Organizația Medici fără Frontiere notifică prezența unor focare de Ebola în patru din districtele din sud-estice ale țării. În Guineea un număr de 86 de cazuri suspecte incluzând și 59 de decese (rată a mortalității de 68,5 %) erau înregistrate la 24 martie 2014.  La data de 25 martie 2014, Ministerul Sănătății din Guineea raportează faptul că 4 prefecturi din sud-estul țării (Gouécké, Macenta, Nzérékoré și Kissidougou) sunt afectate de epidemia de Ebola. La 31 martie 2014 se înregistrau 112 cazuri suspecte sau confirmate, incluzând și 70 de decese. Tot la data de 31 martie 2014, CDC trimite o echipă de 5 persoane pentru a asista personalul din cadrul Ministerului Guineean al Sănătății și echipele Organizației Mondiale a Sănătății la încercarea de a opri epidemia de Ebola. La 23 aprilie numărul total de cazuri suspecte și confirmate în cadrul bolii provocate de virusul Ebola, se ridica la 242, din care 142 de decese, reflectând o mortalitate de 59 %. Inițial, cazuri suspecte au fost raportate în prefecturile Conakry (4 cazuri), Guéckédougou (4 cazuri), Macenta (1 caz) și Dabola (1 caz). În ziua următoare, Institutul Pasteur din Lyon, Franța confirmă prezența virusului Ebola Zair. În raportul inițial se sugera prezența unei noi tulpine de virus Ebola , dar prin studierea mai aprofundată a cazurilor de infectare s-a constatat prezența virusului Ebola Zair.  Un individ suspect a fost internat în spital la data de 28 martie 2014.  La 31 martie 2014 Centrul pentru Prevenire și Control al Bolilor din Atlanta, Georgia, S.U.A. trimite o echipă de cinci persoane pentru "a asista Ministerul Sănătății din Guineea și Organizația Mondială a Sănătății (WHO) angajate într-o operațiune internațională pentru combaterea epidemiei de Ebola".  În jurul datei de 23 mai, epidemia se răspândește și în capitala Guineei, Conakry, un oraș cu 2 milioane de locuitori. La acea dată, Ibrahima Touré, directorul organizației non-guvernamentale Plan Guinea, declara:
 "Nivelul de trai scăzut, lipsa apei curente și igiena deficitară din majoritatea districtelor orașului Conakry, sunt un risc serios în escaladarea epidemiei către o criză de proporții. Populația nu se gândește la spălatul eficient al mâinilor, atâta timp cât apa ajunge doar pentru băut" , lucru care oglindește reala problemă a acestei epidemii, dar și a altor epidemii de acest fel din Africa, lipsa unui sistem medical eficient și a unei infrastructuri elementare care să prevină și să înlăture astfel de situații, situații ce pot deveni o amenințare la adresa umanității.

### Răpândirea epidemiei în regiune

#### Liberia
În Liberia, boala a fost depistată în districtele Lofa și Nimba, sfârșitul lunii martie 2014. și la mijlocul lui aprilie 2014 Ministerul Sănătății și Relațiilor Sociale al Liberiei a semnalat cazuri suspecte și în districtele Margibi și Montserrado. La 27 iulie 2014, președintele Liberiei, Ellen Johnson Sirleaf, anunță că Liberia va închide granițele, cu excepția câtorva puncte, cum ar fi aeroportul din Monrovia, unde se vor instala centre de testare.  Meciurile de fotbal au fost anulate, școlile și universitățile și-au suspendat cursurile, iar în cele mai afectate regiuni din țară se va institui carantină.

#### Sierra Leone
Primul caz de infectare din Sierra Leone a fost al unui vraci de trib. Acesta a tratat mai multe persoane posibil infectate cu Ebola și a decedat la 26 mai 2014. Conform tradiției tribale, corpul decedatului este spălat și pregătit de înmormântare. Tocmai acest ritual a dus la răspândirea bolii în comunitatea respectivă.

### State cu transmitere locală a virusului Ebola

#### Spania
La 5 august 2014, organizația misionară Ordinul Sf. Ioan al lui Dumnezeu confirmă faptul că părintele Miguel Pajares Martin, ce activa ca voluntar în Liberia, a fost infectat cu virusul Ebola. Acesta a fost evacuat în Spania la 6 august, unde moare pe 12 august. La 21 septembrie fratele Manuel García Viejo, un alt cetățean spaniol, ce a fost director al spitalului San Juan de Dios din Lunsar, a fost evacuat în Spania din Sierra Leone după ce s-a infectat. Acesta moare la 25 septembrie 2014.

## Manifestarea bolii
Simptomatologia caracteristcă maladiei date: stare febrilă instalată brusc, slăbiciune generală, dureri musculare, cefalee (dureri de cap), uneori greață, vomă, diaree, erupții cutanate (pe piele) deseori în comun cu hemoragii interne și externe. Perioada de incubație a maladiei de la 2 zile pînă la 21 zile.
Transmiterea maladiei are loc în urma contactului direct cu sângele persoanei infectate sau conținuturile biologice, particule eliminate prin tuse și strănut.
Tratamentul este simptomatic (deseori neefectiv), iar vaccină contra „Ebolavirus” la moment nu există. De specificat că mortalitatea la infectarea cu acest virus este până la 90%.

## Evoluția epidemiei

### Africa de Vest
La data de 14 noiembrie 2014 se înregistra următoarea situație epidemiologică (a infectaților) în Africa de Vest, conform comunicatului CDC și OMS, bazată pe statisticile furnizate de ministerele de resort din țările afectate de epidemie:
| Statul       | Cazuri totale | Cazuri confirmate de laborator | Decese |
| ------------ | ------------- | ------------------------------ | ------ |
| Liberia      | 6.878         | 2.562                          | 2.812  |
| Guineea      | 1.919         | 1.647                          | 1.166  |
| Sierra Leone | 5.586         | 4.683                          | 1.187  |
| Total        | 14.383        | 8.892                          | 5.165  |

### State în care se înregistrează cazuri localizate, asociate cufocarul inițial sau datorită persoanelor ce călătoresc dinsprezonele afectate de epidemie:
| Statul        | Cazuri totale | Cazuri confirmate de laborator | Decese |
| ------------- | ------------- | ------------------------------ | ------ |
| Mali          | 4             | 3                              | 1      |
| Nigeria       | 20            | 19                             | 8      |
| Senegal       | 1             | 1                              | 0      |
| Statele Unite | 4             | 4                              | 1      |
| Maroc         | 1             | 0                              | 0      |
| Spania        | 2             | 2                              | 1      |
| Rwanda        | 1             | 1                              | 0      |
| Germania      | 1             | 1                              | 0      |
| Total         | 34            | 31                             | 11     |

Notă:
- În Nigeria  și Senegal  nu s-au mai înregistrat cazuri noi de infectare din luna septembrie 2014, urmând a fi declarate focare libere curând. La 17 octombrie 2014 Senegalul declară epidemia încheiată, iar pe 19 octombrie 2014 și Nigeria. [30]
- În Mali  primul caz de Ebola este al unei fetițe de 2 ani ce a decedat vineri, 24 octombrie 2014, în orașul Kayes.[31]
- În Maroc  primul caz, inițial considerat a fi de Ebola, este al unui liberian ce a decedat însă datorită unor afecțiuni cardiace.[32] [33]
- În Spania  primul caz de Ebola a fost cel al unui preot adus din Sierra Leone ce a decedat pe 25 septembrie 2014, la Madrid. [34][35]
- În Rwanda  primul caz suspect de Ebola a fost cel al unui student german, ce a fost plasat în izolare la spitalul King Faisal din capitala Kigali. [36]
- În Germania  primul caz de Ebola a fost cel al unui angajat ONU, ce a fost tratat în Leipzig. [37]
- Cazul din România  nu s-a confirmat a fi infectare cu Ebola.[38]
- Cazul diplomatului britanic din Macedonia  nu s-a confirmat a fi infectare cu Ebola.[39]

## Virusologie

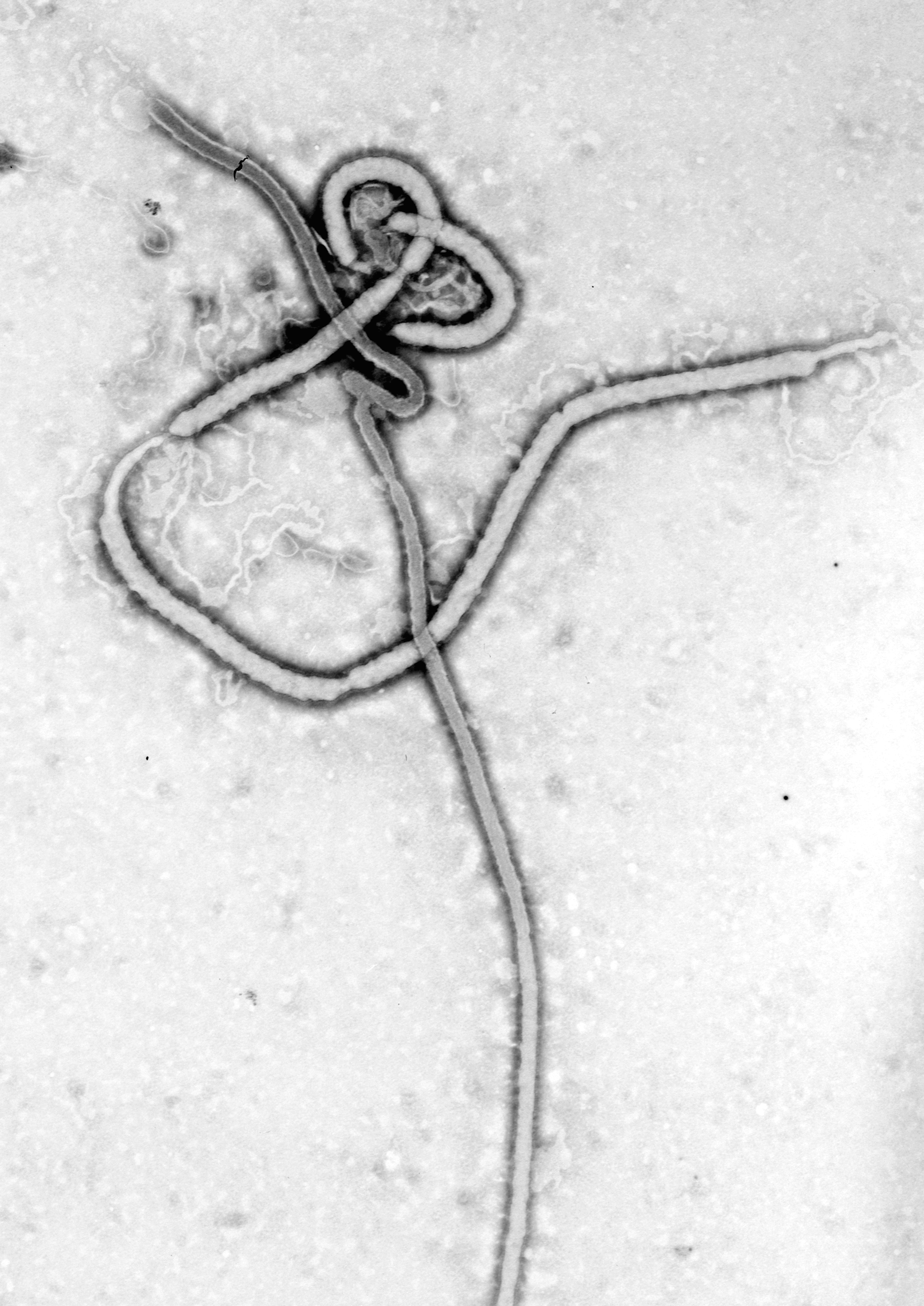
Virusul Ebola

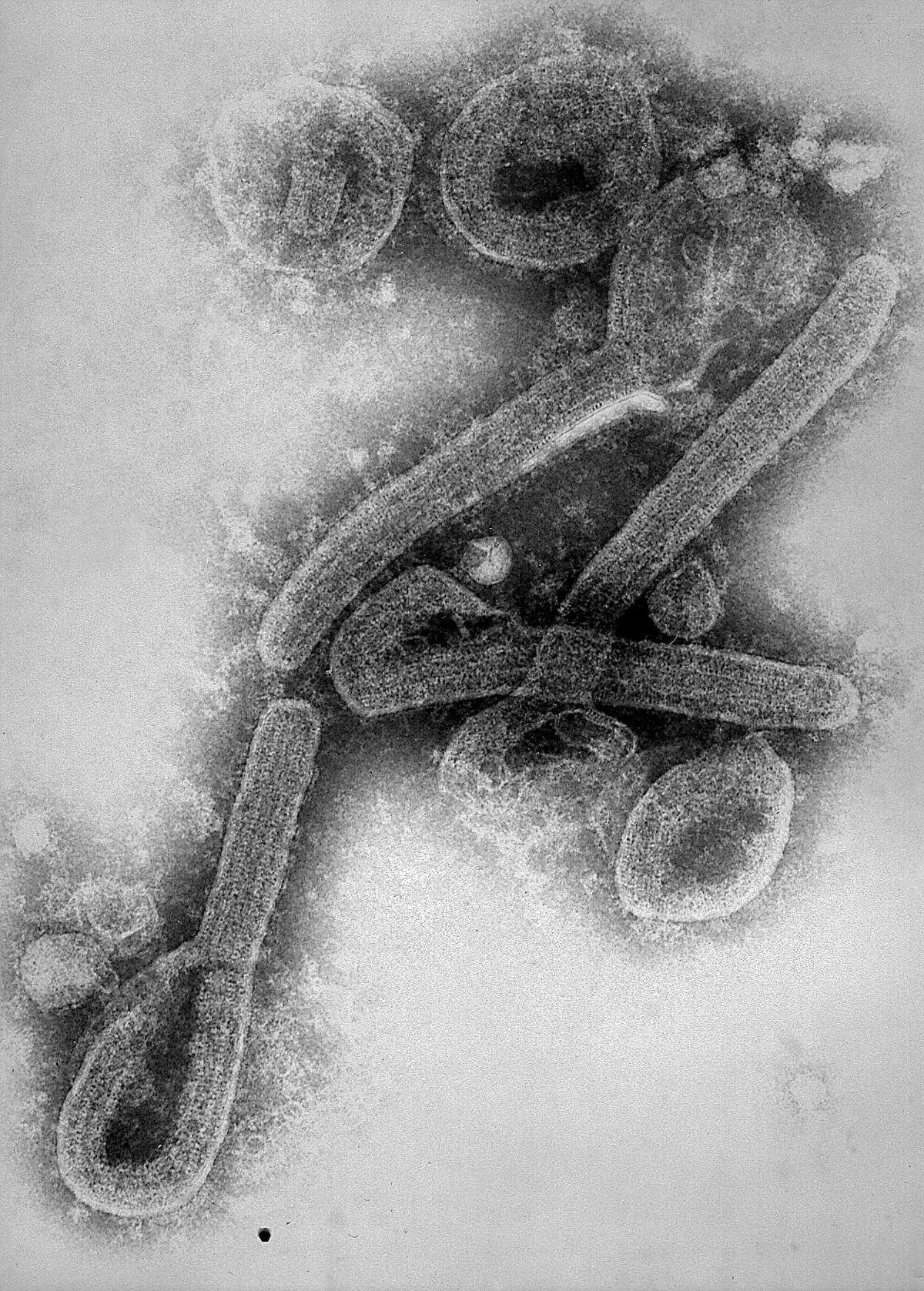
Virusul Marburg

Febra hemoragică Ebola este cauzată de unul din cele patru tipuri de viruși ai genului Ebola Virus din familia Filoviridae. Cel mai periculos membru al acestei familii este Ebola (anterior cunoscut ca Virusul Ebola Zair), care este și vinovat de epidemia din Africa de Vest. Tot din această familie face parte și virusul Marburg. De la descoperirea sa în 1976, în urma unei epidemii ce a afectat Republica Democrată Congo, pe atunci numită Zair și Sudanul, actual Sudanul de Sud, nu s-a reușit găsirea unui antidot. Virusul Ebola este endemic în Africa Centrală. Actuala epidemie de Ebola din Africa de Vest poate fi provocată de importarea virusului din zona Africii Centrale, prin animale deja infectate provenite din această zonă, animale ce nu manifestau la sosire simptome ale bolii.

## Transmitere
Nu este cunoscut clar cum se declanșează o epidemie de Ebola, dar se presupune că infectarea inițială apare atunci când omul intră în contact cu fluidele corporale ale unui animal infectat decedat. Probele strânse de oamenii de știință de-a lungul timpului dovedesc că rezervorul gazdă al virusului Ebola sunt liliecii.

## Tratament
La ora actuală nu există vaccin sau tratament antiviral specific omologat împotriva acestei boli.

## Cronologia epidemiei din 2014
| Data        | Total  | Total  | Total               | Guinea | Guinea | Liberia | Liberia | Sierra Leone | Sierra Leone | Nigeria | Nigeria | Senegal | Senegal | SUA    | SUA    | Spania | Spania | Refs                                                    |
| Data        | Cazuri | Decese | Creșterea zilnică % | Cazuri | Decese | Cazuri  | Decese  | Cazuri       | Decese       | Cazuri  | Decese  | Cazuri  | Decese  | Cazuri | Decese | Cazuri | Decese | Refs                                                    |
| ----------- | ------ | ------ | ------------------- | ------ | ------ | ------- | ------- | ------------ | ------------ | ------- | ------- | ------- | ------- | ------ | ------ | ------ | ------ | ------------------------------------------------------- |
| 19 Oct 2014 | 9,936  | 4,877  | +1.2%               | 1,540  | 904    | 4,665   | 2,705   | 3,706        | 1,259        | 20      | 8       | 1       | 0       | 3      | 1      | 1      | 0      | [ 41 ]                                                  |
| 17 Oct 2014 | 9,693  | 4,811  | +1.7%               | 1,501  | 886    | 4,607   | 2,689   | 3,560        | 1,227        | 20      | 8       | 1       | 0       | 3      | 1      | 1      | 0      | [ 42 ] [ 43 ] [ 44 ] [ 45 ] [ 46 ] [ 47 ] [ 48 ] [ 49 ] |
| 12 Oct 2014 | 8,997  | 4,493  | +1.4%               | 1,472  | 843    | 4,249   | 2,458   | 3,252        | 1,183        | 20      | 8       | 1       | 0       | 2      | 1      | 1      | 0      | [ 50 ]                                                  |
| 7 Oct 2014  | 8,386  | 3,988  | +2.1%               | 1,350  | 778    | 4,076   | 2,316   | 2,937        | 885          | 20      | 8       | 1       | 0       | 1      | 1      | 1      | 0      | [ 51 ] [ 52 ]                                           |
| 5 Oct 2014  | 8,033  | 3,865  | +1.7%               | 1,298  | 768    | ≥3,924  | ≥2,210  | 2,789        | ≥879         | 20      | 8       | 1       | 0       | 1      | 0      |        |        | ✓                                                       |
| 1 Oct 2014  | 7,492  | 3,439  | +1.3%               | 1,199  | 739    | ≥3,834  | ≥2,069  | 2,437        | 623          | 20      | 8       | 1       | 0       | 1      | 0      |        |        | ✓                                                       |
| 28 Sep 2014 | 7,192  | 3,286  | +1.8%               | 1,157  | 710    | ≥3,696  | ≥1,998  | 2,317        | 570          | 20      | 8       | 1       | 0       | 1      | 0      |        |        | ✓                                                       |
| 25 Sep 2014 | 6,808  | 3,159  | +1.7%               | 1,103  | 668    | ≥3,564  | ≥1,922  | 2,120        | 561          | 20      | 8       | 1       | 0       |        |        |        |        | ✓                                                       |
| 23 Sep 2014 | 6,574  | 3,043  | +2.4%               | 1,074  | 648    | ≥3,458  | ≥1,830  | 2,021        | 557          | 20      | 8       | 1       | 0       |        |        |        |        | ✓                                                       |
| 21 Sep 2014 | 6,263  | 2,900  | +2.0%               | 1,022  | 635    | ≥3,280  | ≥1,707  | 1,940        | 550          | 20      | 8       | 1       | 0       |        |        |        |        | ✓                                                       |
| 17 Sep 2014 | 5,762  | 2,746  | +2.5%               | 965    | 623    | ≥3,022  | ≥1,578  | 1,753        | 537          | 21      | 8       | 1       | 0       |        |        |        |        | ✓                                                       |
| 14 Sep 2014 | 5,339  | 2,586  | +2.3%               | 942    | 601    | ≥2,720  | ≥1,461  | 1,655        | 516          | 21      | 8       | 1       | 0       |        |        |        |        | ✓                                                       |
| 10 Sep 2014 | 4,848  | 2,376  | +3.3%               | 899    | 568    | 2,415   | 1,307   | 1,509        | 493          | 22      | 8       | 3       | 0       |        |        |        |        | ✓                                                       |
| 7 Sep 2014  | 4,391  | 2,177  | +2.1%               | 861    | 557    | 2,081   | 1,137   | 1,424        | 476          | 22      | 7       | 3       | 0       |        |        |        |        | ✓                                                       |
| 3 Sep 2014  | 4,001  | 2,059  | +2.4%               | 823    | 522    | 1,863   | 1,078   | 1,292        | 452          | 22      | 7       | 1       | 0       |        |        |        |        | ✓                                                       |
| 31 Aug 2014 | 3,707  | 1,808  | +2.9%               | 771    | 494    | 1,698   | 871     | 1,216        | 436          | 21      | 7       | 1       | 0       |        |        |        |        | ✓                                                       |
| 25 Aug 2014 | 3,071  | 1,553  | +3.0%               | 648    | 430    | 1,378   | 694     | 1,026        | 422          | 19      | 7       |         |         |        |        |        |        | ✓                                                       |
| 20 Aug 2014 | 2,615  | 1,427  | +2.7%               | 607    | 406    | 1,082   | 624     | 910          | 392          | 16      | 5       |         |         |        |        |        |        | ✓                                                       |
| 18 Aug 2014 | 2,473  | 1,350  | +4.7%               | 579    | 396    | 972     | 576     | 907          | 374          | 15      | 4       |         |         |        |        |        |        | ✓                                                       |
| 16 Aug 2014 | 2,240  | 1,229  | +1.7%               | 543    | 394    | 834     | 466     | 848          | 365          | 15      | 4       |         |         |        |        |        |        | ✓                                                       |
| 13 Aug 2014 | 2,127  | 1,145  | +3.6%               | 519    | 380    | 786     | 413     | 810          | 348          | 12      | 4       |         |         |        |        |        |        | ✓                                                       |
| 11 Aug 2014 | 1,975  | 1,069  | +3.2%               | 510    | 377    | 670     | 355     | 783          | 334          | 12      | 3       |         |         |        |        |        |        | ✓                                                       |
| 9 Aug 2014  | 1,848  | 1,013  | +1.2%               | 506    | 373    | 599     | 323     | 730          | 315          | 13      | 2       |         |         |        |        |        |        | ✓                                                       |
| 6 Aug 2014  | 1,779  | 961    | +1.9%               | 495    | 367    | 554     | 294     | 717          | 298          | 13      | 2       |         |         |        |        |        |        | ✓                                                       |
| 4 Aug 2014  | 1,711  | 932    | +2.1%               | 495    | 363    | 516     | 282     | 691          | 286          | 9       | 1       |         |         |        |        |        |        | ✓                                                       |
| 1 Aug 2014  | 1,603  | 887    | -                   | 485    | 358    | 468     | 255     | 646          | 273          | 4       | 1       |         |         |        |        |        |        | ✓                                                       |

| Date        | Total         | Total   | Guinea  | Guinea  | Liberia     | Liberia | Sierra Leone | Sierra Leone | Nigeria | Nigeria | Senegal | Senegal | Refs   |
| Date        | Cazuri        | Decese  | Cazuri  | Decese  | Cazuri      | Decese  | Cazuri       | Decese       | Cazuri  | Decese  | Cazuri  | Decese  | Refs   |
| ----------- | ------------- | ------- | ------- | ------- | ----------- | ------- | ------------ | ------------ | ------- | ------- | ------- | ------- | ------ |
| 17 Sep 2014 | 5,762         | 2,746   | 965     | 623     | 3,022       | 1,578   | 1,753        | 537          | 21      | 8       | 1       | 0       | ✓      |
| 14 Sep 2014 | 5,339         | 2,586   | 942     | 601     | 2,720       | 1,461   | 1,655        | 516          | 21      | 8       | 1       | 0       | ✓      |
| 10 Sep 2014 | 4,846         | 2,375   | 899     | 568     | 2,415       | 1,307   | 1,509        | 493          | 22      | 8       | 3       | 0       | ✓      |
| 7 Sep 2014  | 4,366         | 2,177   | 861     | 557     | 2,081       | 1,137   | 1,424        | 476          | 22      | 7       | 3       | 0       | ✓      |
| 3 Sep 2014  | 4,001         | 2,089   | 823     | 522     | 1,863       | 1,078   | 1,292        | 452          | 22      | 7       | 1       | 0       | ✓      |
| 31 Aug 2014 | 3,707         | 1,808   | 771     | 494     | 1,698       | 871     | 1,216        | 436          | 21      | 7       | 1       | 0       | ✓      |
| 25 Aug 2014 | 3,071         | 1,553   | 648     | 430     | 1,378       | 694     | 1,026        | 422          | 19      | 7       |         |         | ✓      |
| 20 Aug 2014 | 2,615         | 1,427   | 607     | 406     | 1,082       | 624     | 910          | 392          | 16      | 5       |         |         | ✓      |
| 18 Aug 2014 | 2,473         | 1,350   | 579     | 396     | 972         | 576     | 907          | 374          | 15      | 4       |         |         | ✓      |
| 16 Aug 2014 | 2,240         | 1,229   | 543     | 394     | 834         | 466     | 848          | 365          | 15      | 4       |         |         | ✓      |
| 13 Aug 2014 | 2,127         | 1,145   | 519     | 380     | 786         | 413     | 810          | 348          | 12      | 4       |         |         | ✓      |
| 11 Aug 2014 | 1,975         | 1,069   | 510     | 377     | 670         | 355     | 783          | 334          | 12      | 3       |         |         | ✓      |
| 9 Aug 2014  | 1,848         | 1,013   | 506     | 373     | 599         | 323     | 730          | 315          | 13      | 2       |         |         | ✓      |
| 6 Aug 2014  | 1,779         | 961     | 495     | 367     | 554         | 294     | 717          | 298          | 13      | 2       |         |         | ✓      |
| 4 Aug 2014  | 1,711         | 932     | 495     | 363     | 516         | 282     | 691          | 286          | 9       | 1       |         |         | ✓      |
| 1 Aug 2014  | 1,603         | 887     | 485     | 358     | 468         | 255     | 646          | 273          | 4       | 1       |         |         | ✓      |
| 30 Jul 2014 | 1,440         | 826     | 472     | 346     | 391         | 227     | 574          | 252          | 3       | 1       |         |         | ✓      |
| 27 Jul 2014 | 1,323         | 729     | 460     | 339     | 329         | 156     | 533          | 233          | 1       | 1       |         |         | ✓      |
| 23 Jul 2014 | 1,201         | 672     | 427     | 319     | 249         | 129     | 525          | 224          |         |         |         |         | ✓      |
| 20 Jul 2014 | 1,093         | 660     | 415     | 314     | 224         | 127     | 454          | 219          |         |         |         |         | ✓      |
| 17 Jul 2014 | 1,048         | 632     | 410     | 310     | 196         | 116     | 442          | 206          |         |         |         |         | ✓      |
| 14 Jul 2014 | 982           | 613     | 411     | 310     | 174         | 106     | 397          | 197          |         |         |         |         | ✓      |
| 12 Jul 2014 | 964           | 603     | 406     | 304     | 172         | 105     | 386          | 194          |         |         |         |         | ✓      |
| 8 Jul 2014  | 888           | 539     | 409     | 309     | 142         | 88      | 337          | 142          |         |         |         |         | ✓      |
| 6 Jul 2014  | 844           | 518     | 408     | 307     | 131         | 84      | 305          | 127          |         |         |         |         | ✓      |
| 2 Jul 2014  | 779           | 481     | 412     | 305     | 115         | 75      | 252          | 101          |         |         |         |         | ✓      |
| 30 Jun 2014 | 759 (6/25)+22 | 467 +14 | 413 +3  | 303 +5  | 107 +8      | 65 +7   | 239 +11      | 99 +2        |         |         |         |         | ✓      |
| 22 Jun 2014 | 599           | 338     | —       | —       | 51          | 34      | —            | —            |         |         |         |         | ✓      |
| 20 Jun 2014 | 581           | 328     | 390 +0  | 270 +3  | —           | —       | 158 +0       | 34 +4        |         |         |         |         | ✓      |
| 17 Jun 2014 | 528           | 337     | —       | —       | —           | —       | 97 (6/15)+31 | 49 +4        |         |         |         |         | ✓      |
| 16 Jun 2014 | 526           | 334     | 398     | 264     | 33 (6/11)+9 | 24 +5   | —            | —            |         |         |         |         | ✓      |
| 15 Jun 2014 | 522           | 333     | 394     | 263     | 33          | 24      | 95           | 46           |         |         |         |         | ✓      |
| 10 Jun 2014 | 474           | 252     | 372     | 236     | —           | —       | —            | —            |         |         |         |         | CDC    |
| 6 Jun 2014  | 453           | 245     | —       | —       | —           | —       | 89 +8        | 7 +1         |         |         |         |         | ✓      |
| 5 Jun 2014  | 445           | 244     | 351 +7  | 226 +6  | —           | —       | —            | —            |         |         |         |         | ✓      |
| 5 Jun 2014  | 438           | 233     | —       | —       | —           | —       | 81 +9        | 6            |         |         |         |         | ✓      |
| 3 Jun 2014  | 436           | 233     | 344 +11 | 215 +3  | —           | —       | —            | —            |         |         |         |         | ✓      |
| 1 Jun 2014  | 383           | 211     | 328     | 208 +21 | —           | —       | 79 +13       | 6            |         |         |         |         | ✓      |
| 29 May 2014 | 354           | 211     | —       | —       | — +1        | — +1    | 50 +34       | 6 +1         |         |         |         |         | ✓      |
| 28 May 2014 | 319           | 209     | 291     | 193     | —           | —       | —            | —            |         |         |         |         | ✓      |
| 27 May 2014 | 309           | 202     | 281     | 186     | —           | —       | 16           | 5            |         |         |         |         | ✓      |
| 23 May 2014 | 270           | 185     | 258     | 174     | —           | —       | —            | —            |         |         |         |         | ✓      |
| 18 May 2014 | 265           | 187     | 253     | 176     | —           | —       | —            | —            |         |         |         |         | ✓      |
| 12 May 2014 | 260           | 182     | 248     | 171     | —           | —       | —            | —            |         |         |         |         | ✓      |
| 10 May 2014 | 245           | 168     | 233     | 157     | 12          | 11      | —            | —            |         |         |         |         | ✓      |
| 7 May 2014  | 249           | 169     | 236     | 158     | —           | —       | —            | —            |         |         |         |         | ✓      |
| 3 May 2014  | 244           | 166     | 231     | 155     | —           | —       | 0            | 0            |         |         |         |         | ✓      |
| 2 May 2014  | 239           | 160     | —       | —       | 13          | 11      |              |              |         |         |         |         | ✓      |
| 1 May 2014  | 237           | 158     | 226     | 149     | —           | —       |              |              |         |         |         |         | ✓      |
| 30 Apr 2014 | 233           | 155     | 221     | 146     | —           | —       |              |              |         |         |         |         | CDC    |
| 24 Apr 2014 | 253           | 152     | —       | —       | 35          | —       |              |              |         |         |         |         | ✓      |
| 23 Apr 2014 | 252           | 152     | 218     | 141     | —           | —       |              |              |         |         |         |         | ✓      |
| 21 Apr 2014 | 242           | 147     | —       | —       | 34 ↓26?     | 11 -2   |              |              |         |         |         |         | ✓      |
| 20 Apr 2014 | 235           | 149     | 208     | 136     | —           | —       |              |              |         |         |         |         | ✓      |
| 17 Apr 2014 | 230           | 142     | 203     | 129     | 27          | 13      |              |              |         |         |         |         | GU LI✓ |
| 16 Apr 2014 | 224           | 135     | 197     | 122     | 27          | 13      | (1)          |              |         |         |         |         | ✓      |
| 14 Apr 2014 | 194           | 121     | 168     | 108     | —           | —       |              |              |         |         |         |         | ✓      |
| 11 Apr 2014 | 184           | 114     | —       | —       | 26          | 13      |              |              |         |         |         |         | ✓      |
| 10 Apr 2014 | 183           | 113     | —       | —       | 25          | 12      | —            | —            |         |         |         |         | ✓      |
| 9 Apr 2014  | 179           | 111     | 158     | 101     | —           | —       | —            | —            |         |         |         |         | ✓      |
| 7 Apr 2014  | 172           | 105     | 151     | 95      | 21          | 10      | — (-2)       | —            |         |         |         |         | ✓      |
| 1 Apr 2014  | 135           | 88      | 127     | 83      | 8 +0        | 5 +1    |              |              |         |         |         |         | ✓      |
| 31 Mar 2014 | 130           | 82      | 122     | 80      | 8           | 2       | —            | —            |         |         |         |         | ✓      |
| 29 Mar 2014 | 114           | 71      | —       | —       | 2 ↓5        | 1 ↓1    | —            | —            |         |         |         |         | ?      |
| 28 Mar 2014 | 120           | 76      | 112     | 70      | —           | —       | (2)          | (2)          |         |         |         |         | ✓      |
| 27 Mar 2014 | 111           | 72      | 103     | 66      | 8           | 6       | (6)          | (5)          |         |         |         |         | ✓      |
| 26 Mar 2014 | 86            | 62      | 86      | 62      |             |         |              |              |         |         |         |         | ✓      |
| 25 Mar 2014 | 86            | 60      | 86      | 60      |             |         |              |              |         |         |         |         | ✓      |
| 24 Mar 2014 | 86            | 59      | 86      | 59      |             |         |              |              |         |         |         |         | ✓      |
| 22 Mar 2014 | 49            | 29      | 49      | 29      |             |         |              |              |         |         |         |         | ✓      |